# Подберезье (Окуловский район)
Подберезье — деревня в Окуловском муниципальном районе Новгородской области, относится к Кулотинскому городскому поселению.

## География
Деревня Подберезье расположена в 1 км к северу от автомобильной дороги Окуловка — Боровичи (2 км по дороге через Глазово), в 3 км к востоку от города Окуловка. Расстояние до посёлка Кулотино — 4 км на север или 11 км по автомобильным дорогам.
К востоку от Подберезья на расстоянии около 800 м находится деревня Махново, а далее на восток, на расстоянии 1,5 км расположена деревня Глазово.

## Население
| 2010 |
| ---- |
| 5    |

## История
В XV—XVII веках деревня относилась к Полищском погосту Деревской пятины Новгородской земли.
В 1470-х, на закате Новгородской республики, деревней владел Григорий Савельев; а в 1495 — Родион Иванович Зелёный.
В 1776—1792, 1802—1918 деревня Подберезье находилась в Крестецком уезде Новгородской губернии. С начала XIX века — в образованной Заозерской волости Крестецкого уезда с центром в деревне Заозерье.
В 1908 в деревне Подберезье было 40 дворов и 60 домов с населением 248 человек. Имелись часовня, церковно-приходская школа и частная лавка.
Деревня Подберезье относилась к Полищенскому сельсовету.

## Известный уроженцы
Курочкин, Павел Константинович (1925—1981) — советский философ, специалист в области религиоведения и научного атеизма.

## Транспорт
Ближайшая ж/д станция расположена в городе Окуловка в 8 км.